# Денис Родман
Денис Кит Родман (енгл. Dennis Keith Rodman; Трентон, САД, 13. мај 1961) је бивши амерички кошаркаш. Играо је на позицији ниског крила или крилног центра. Изабран је у 2. кругу (27. укупно) НБА драфта 1986. од стране Детроит пистонса. У четрнаестогодишњој НБА каријери играо је за Детроит пистонсе, Сан Антонио спарсе, Чикаго булсе, Лос Анђелес лејкерсе и Далас мавериксе. Освојио је пет НБА прстена и проглашен је седам пута за најбољег скакача лиге и два пута за одбрамбеног играча године. Познат је по својој снази, жестокој игри у одбрани и бурном животу изван НБА паркета.

## Детињство и младост
Родман је рођен у Трентону у савезној држави Њу Џерзи као син Ширли и Филандера Родмана Млађег. Када је имао три године отац га је напустио и отишао је на Филипине а он је остао са мајком. Родман има много браће и сестара са очеве стране. Одрастао је у Оак Клифу, најгорој четврти града Даласа. Похађао је средњу школу „South Oak Cliff High School“. Родман није сматран кошаркашким талентом и није био висок. По завршетку средње школе радио је на аеродрому у Даласу. Када је изненада достигао 1,98 m, одлучио је да се још једном опроба у кошарци.
Одлучио је да похађа колеџ ”North Central Texas” где је у само једном семестру остварио просек од 17,6 поена и 13,3 скокова али је иступио из екипе због лоших оцена. Након неколико месеци пребацио се на универзитет ”Southeastern Oklahoma State”. Родман је био изабран у "NAIA All-American team" и предводио је НАИА лигу у скоковима две сезоне заредом. У три сезоне проведене на универзитету остварио је просек од 25,7 поена и 15,7 скокова по утакмици. Након неколико проба пре драфта, Пистонси су били врло заинтересовани за Родмана.

## НБА

### Детроит Пистонс
Изабран је као 27. избор НБА драфта 1986. од стране Детроит пистонса. Придружио се такозваним "Лошим момцима" под вођством тренера Чака Дејлија. Ова екипа је имала играче попут Ајзеје Томаса и Џоа Думарса. Родман се добро уклопио и просечно је постизао 6,5 поена и 4,7 скокова за 15 минута. Победивши у 52 утакмице регуларног дела сезоне Пистонси улазе у плејоф 1987. године. У првом кругу лако су победили Вашингтон булетсе резултатом 4-0, а у другом хоксе у пет утакмица. У финалу Истока суочавају се са Бостон селтиксима предвођеним Ларијем Бердом. У психофизичком смислу то је била једна од најзахтевнијих серија лиге. Након пораза у седмој утакмици Родман је изјавио: „Лари је прецењен. Зашто он добија толико публицитета? Зато што је белац. Никад нисмо чули да је црнац проглашен најбољим." У критикама му се придружио и саиграч Ајзеја Томас који је после негирао да је расист јер му је девојка била белкиња.
У сезони 1987/88. Родман је стартовао у 32 од 82 утакмице поправивши статистику на 11,6 поена и 8,7 скокова по утакмици. У плејофу Пистонси су осигурали НБА финале. У НБА финалу срели су се са Лос Анђелес лејкерсима предвођеним Меџиком Џонсоном и Каримом Абдул-Џабаром. Након вођства од 3-2 Лејкерси су се препородили и савладали Пистонсе у седам утакмица. Те године, Родманова девојка Ени родила му је ћерку Алексис. Следеће сезоне Родман улази са клупе и остварује просек од 9 поена и 9 скокова за 26 минута игре. Толико је напредовао у одбрани да је изабран први пута у најбољу дефанзивну петорку лиге. У плејофу Пистонси су доминирали и у првом кругу лако су победили Бостон селтиксе резултатом 4-0, потом Булсе у шест утакмица, а у НБА финалу су победили Лејкерсе у четири утакмице. У финалу Родман је доминирао у скоковима и жестокој одбрани, што је доказао у трећој утакмици у којој је имао 19 скокова. Те сезоне се видела његова опседнутост вежбањем, највећи део слободног времена је проводио на справама за трчање или дижући тегове. У то време дизао је тег од 196 килограма. 
У сезони 1989/90, у замени са Минесота тимбервулвсима, из Пистонса је отишао Рик Махорн, важан крилни играч. Родман је почео играти на Махорновој позицији и просечно постизати 9 поена и 10 скокова по утакмици уз одличну игру у одбрани. Проглашен је одбрамбеним играчем године и шутирао је са 59% прецизности. У финалу Истока побеђују Булсе и стижу до другог НБА финала. У финалу се суочавају са Портланд трејлблејзерсима предвођени Клајдом Дрекслером. Упркос Родмановој повреди зглоба, Пистонси добијају серију у шест утакмица и освајају свој други НБА наслов. Следеће сезоне Родман постаје стартно крило екипе. Стартовао је у 77 од 82 регуларне утакмице и просечно је постизао 8,2 поена и 12,5 скокова по утакмици и тако је по други пут проглашен за одбрамбеног играча године. У финалу Истока срели су се са Чикаго булсима који су их савладали у четири утакмице и к асније освојили НБА титулу. У сезони 1991/92. Родман је јако напредовао и у одбрани и у нападу. Просечно је постизао 9,8 поена и 18,7 скокова по утакмици и изабран је у најбољу петорку лиге и проглашен је најбољим скакачем лиге. У марту 1992. Родман је постигао рекорд каријере од 34 скока на утакмици, али и то није било довољно за пролаз првог круга плејофа.
Следеће сезоне у мају, са места главног тренера отишао је досадашњи тренер Чак Дејли. Због прескакања летњег кампа Родман је кажњен са 68.000 долара. Та година за њега је била врло турбулентна. Коначно се венчао са дугогодишњом девојком Ени Бејкс, али брак није дуго трајао и растали су се. Те сезоне ни Пистонсима није ишло. Победили су у само 40 утакмица и пропустили су плејоф. Родман је пао у дубоку депресију. Једне вечери у мају 1993. године Родман је пронађен у ауту са натегнутим пиштољем. Неколико година касније у својој биографији "As Bad As I Wanna Be." објаснио је разлог покушаја самоубиства. 1. октобра 1993. отишао је у Сан Антонио спарсе.
Пистонси су у његову част 1. априла 2011. повукли његов дрес са бројем 10. из употребе.

### Сан Антонио спарси
У сезони 1993/94 Родман се придружио Сан Антонио Спарсима. Уз Дејвида Робинсона и Дениса Родмана, требало је да се Спарси врате у врх НБА лиге. У Спарсима је играо на позицији крилног центра па је три пута заредом проглашен најбољим скакачем лиге, укључујући просек од 4,7 поена и 17,3 скокова по утакмици. Пре прве утакмице, ошишао се и обојио косу у жуту боју, а након тога уследиле су још бизарније боје као што су црвена, љубичаста и плава. Током сезоне главом је ударио Стејсија Кинга и Џона Стоктона и одбио изаћи из игре, а након тога откривена је његова љубавна веза с краљицом попа Мадоном. Упркос сјајном регуларном делу сезоне, Спарси су испали у првом кругу од Јута џеза у четири утакмице.
У сезони 1994/95. Родман се сукобио са управом клуба. Суспендован је на три утакмице, а 7. децембра добија нову суспензију. Коначно се враћа 10. децембра, након 19 утакмица неиграња, и убрзо повређује раме у мотоциклистичкој несрећи. Одиграо је само 49 утакмица и остварио просек од 16,8 скокова по утакмици, и освојио нову титулу скакача године и проглашење у најбољу екипу сезоне. У плејофу Спарси предвођени најкориснијим играчем лиге Дејвидом Робинсоном улазе у финале Запада. У финалу Запада чекали су их Хјустон рокетси који су били аутсајдери, победивши у само 47 утакмица регуларног дела. Међутим Хаким Олајџувон предводио је Рокетсе са просеком од 35,3 поена по утакмици до победе над Спарсима у шест утакмица.

### Чикаго Булси
У сезони 1995/96. Родман је мењан у Чикаго Булсе за центра Вила Пердјуа и нешто новца. Требало је попунити рупу која је настала након одласка Хораса Гранта. Сјајно се уклопио у визије Фила Џексона и са просецима од 5,5 поена, 14,9 скокова и још једне титуле за најбољег скакача лиге пуно помогао у остваривању најбољег скора у историји НБА лиге 72-10. Упркос проблемима са листом, Родман је успео сакупити 11 пута 20+ скокова и остварити први трипл-дабл учинак против Минесота тимбервулвса. Постигао је 10 поена, 21 скок и 10 асистенција. Придружио се Џордану и Пипену у најбољој дефанзивној петорци лиге те су тако постали прва три играча из истог клуба у најбољој дефанзивној петорци. 16. марта 1996. ударио је главом судију и био кажњен са 20.000 долара. У плејофу Родман је имао просек од 7,5 поена и 13,7 скокова по утакмици. Родман је био увелико заслужан за победу Булса у шест утакмица над Сијетл суперсониксима. У другој утакмици сакупио је 20 скокова, укључујући 11 офанзивних, а у шестој утакмици имао је 19 скокова, укључујући 11 офанзивних и пет поена. Са својих 11 офанзивних скокова изједначио је рекорд НБА финала којег је до сада држао Елвин Хејс.
У сезони 1996/97. Родман је освојио шесту титулу за најбољег скакача лиге. Просечно је постизао 5,7 поена и 16,7 скокова, али није успео да уђе у најбољу дефанзивну петорку. 15. јануара 1997. у утакмици с Тимбервулвсима, Родман је поново изазвао инцидент. Након што је пао на камермана ударио га је ногом у препоне и зарадио казну од 11 утакмица неиграња, укључујући исплаћивање нагодбе камерману у висини од 200.000 долара. Пропустивши још три утакмице због учесталих неспортских прекршаја и још 13 утакмица због проблема са коленом, Родман није био превише ефикасан у плејофу. У финалу против Јута џеза, имао је доста проблема у задржавању Карла Малона, али на крају су Булси ипак победили у шест утакмица. У то време доста се укључио у рвање и са својим пријатељем Халком Хоганом учествовао у неколико професионалних борби.
Следеће сезоне Родман осваја своју седму титулу за најбољег скакача лиге. Просечно је постизао 4,7 поена и 15 скокова по утакмици. Поновно је остварио 11 пута 20+ скокова, затим 29 скокова у утакмици са Атланта хоксима и 15 офанзивних, укључујући и 10 одбрамбених скокова против Лос Анђелес клиперса. У НБА финалу поново су се срели са Јута џезом. У прве три утакмице Родман је играо жестоку одбрану над Карлом Малоном и помогао Булсима доћи до скора серије 3-2. У шестој и задњој утакмици Џордан је погодио кош за победу и донео Булсима шесту титулу у осам година. Након завршетка сезоне Родман и Малоне су се борили у рингу.

### Залазак каријере
Родман је напустио Булсе 1998. године након што су Булси започели велико спремање екипе због Џордановог одласка у пензију и Пипеновог одласка у Хјустон Рокетсе. Родман се убрзо придружио Лос Анђелес лејкерсима уз минималну плату за ветеране. Након 23 одигране утакмице, Родман је отпуштен. У сезони 1999/2000. Родман потписује за Далас Мавериксе. Након само 12 одиграних утакмица, укључујући и два искључења из игре, Родман је поново отпуштен и тиме завршава своју НБА каријеру.

### Каријера након повлачења
Након НБА каријере, Родман је узео велики предах од кошарке и усредсредио се на глумачку каријеру и рвање. 1999. године борио се против "Macho Mana" Рендија Севиџа и изгубио борбу. 30. јула 2000. године поново је ушао у ринг и борио се против Курта Хенинга. Након те борбе Родман се повлачи из рвања да би 2005. године постао промотер америчке женске фудбалске лиге. Након дуже паузе кошаркашке одлучио се на повратак. Наступао је за Лонг Бич џем у новооснованој АБА лиги у нади да ће потписати за неки НБА клуб. У сезони 2004/05. потписао је за АБА екипу Оранж Каунти Краш. У новембру 2005. Родман је одиграо једну утакмицу за финску кошаркашку екипу Торпан појат. Повратак у НБА лигу никада није остварио али 26. јануара 2006. објавио је да је потписао уговор за британску кошаркашку екипу Брајтон берс. Међутим, Родман је одиграо само три утакмице за Брајтон берсе.

## Приватни живот
Родман је син Ширли и Филандера Родмана млађег. Отац га је напустио када је имао три године, а мајка је радила четири посла како би прехранила породицу. У аутобиографији "Bad as I Wanna Be" описао је свој однос са оцем. Родман је живео са мајком и две сестре, Дебром и Ким, које су такође играле кошарку. Детињство му није било лако. Док је похађао универзитет, случајно је убио свог најбољег пријатеља. Након што је драфтован од стране Пистонса упознао је девојку Ени Бејкс. Она му је родила кћерку Алексис и убрзо су се венчали. Брак није дуго трајао и 1993. њих двоје су се развели. То је тако јако утицало на Родмана да је скоро починио самоубиство. Након замене у Спарсе, пунио је све америчке новине двомесечном везом са краљицом попа Мадоном. Мадона је хтела да јој искључиво Родман направи дете. У новембру 1998. Венчао се са Кармен Електром, међутим након само 10 дана брак је поништен. Годину касније упознао је Мишел Мојер, која му је родила двоје деце, сина Ди-Џеја 2000. године и кћер Тринити 2001. године. Мојер и Родман су се венчали 2003. године на Родманов 42. рођендан. 30. маја 2008. ухапшен је због насиља у хотелу у Лос Анђелесу. Осуђен је на три године условно и 45 сати добротворног рада. Родман је вегетаријанац и обожаватељ групе Перл џем.